# El Mesoncito (östra Lagos de Moreno kommun)
El Mesoncito är en ort i Mexiko.   Den ligger i kommunen Lagos de Moreno och delstaten Jalisco, i den centrala delen av landet, 400 km nordväst om huvudstaden Mexico City. El Mesoncito ligger 1 919 meter över havet och antalet invånare är 277.
Terrängen runt El Mesoncito är platt åt nordväst, men åt sydost är den kuperad. Terrängen runt El Mesoncito sluttar västerut. Runt El Mesoncito är det ganska tätbefolkat, med 56 invånare per kvadratkilometer. Närmaste större samhälle är Lagos de Moreno, 11,0 km sydväst om El Mesoncito. Trakten runt El Mesoncito består till största delen av jordbruksmark.